# Julius Pollack
Julius Pollack (* 1832 in Neuberun; † 8. September 1916 in Graz-Wetzelsdorf) war ein österreichischer Großkaufmann.

## Leben
Julius Pollack war anfänglich bei der Verwaltung der preußischen Eisenbahnen angestellt und kam 1861 nach Triest. Dort begann er als Kaufmann mit einem Speditionsgeschäft und einer Großhandelsfirma. Er war bis 1910 Teilhaber der Firma Erstes Triester Industrielles Etablissement für Wasser, Gas und elektrische Leitungen Julius Pollack. Er leitete die Firmen mit seinem Bruder Ludwig und seinem Sohn Humbert Pollack. Pollack war u. a. Vizepräsident der Adriatica Speditions-AG, k.u.k. und kaiserlich-deutscher Hofspediteur, Zensor der Österreichisch-ungarischen Bank sowie von 1896 bis 1899 Honorarkonsul von Peru. 1873 erhielt er den preußischen Kronen-Orden, 1883 wurde er zum Ritter des österreichischen Franz-Josephs-Ordens ernannt.